# Anatoli Márchenko
Anatoli Tíjonovich Márchenko (en idioma ruso Анато́лий Ти́хонович Ма́рченко) fue un escritor y disidente soviético nacido el 23 de enero de 1938 en Barábinsk (provincia de Novosibirsk) y muerto el 8 de diciembre de 1986 a causa de una huelga de hambre tras once años de encarcelamiento en la prisión de Chístopol.
En 1988 recibe de forma póstuma y conjuntamente con Nelson Mandela el primer Premio Sájarov otorgado por el Parlamento Europeo a los defensores de la Libertad de pensamiento.

## Vida y lucha

### Primeros pasos
Anatoli Márchenko nace en 1938 en Barábinsk (provincia de Novosibirsk, en el oeste de Siberia). Hijo de obreros analfabetos deja la escuela a los 8 años para unirse al Komsomol.
Sus problemas empiezan a los veinte años, en 1958, cuando tras un altercado producido en la gasolinera donde trabajaba la policía soviética arresta a todos los presentes. Tras un juicio es enviado a un campo de trabajo en la localidad de Karagandá.
Dos años más tarde (cuando casi había cumplido su pena oficial) se fuga del campo y trata de huir de la Unión Soviética a través de la frontera con Irán. Es detenido el 29 de octubre cerca de Asjabad, acusado de crímenes políticos, juzgado por traición y condenado el 2 de marzo de 1961 a seis años de internamiento en un campo de trabajo. Pasa varios meses en distintas cárceles provisionales antes de llegar un campo de trabajo en Mordovia.
Vuelve a intentar fugarse tras lo que es condenado a tres años de cárcel, ingresando en la célebre prisión de Vladímir. Una vez allí inicia su primera huelga de hambre, consiguiendo finalmente que lo trasladen de vuelta al campo de Mordovia. Durante su estancia allí contrae una meningitis que le deja secuelas en la audición durante el resto de su vida. Pero también tiene la oportunidad de completar su instrucción, leyendo obras de carácter sociopolítico y conviviendo con los intelectuales que compartían presidio.

### Mi Testimonio
Tras salir en 1966 en diciembre de 1967 publica su primer libro Mi Testimonio, donde denuncia que el gulag sigue existiendo bajo los mandatos de Jrushchov y Brézhnev.
El 27 de marzo de 1968 escribe una carta abierta a Aleksandr Chakovski, editor de la Literatúrnaya Gazeta, contradiciendo un artículo de éste en que acusaba a los disidentes de "estar siendo alimentados en sus campos por el erario público". Márchenko contrapone su experiencia personal, con duros trabajos y mínimas raciones. A partir de ese momento iniciará una campaña de cartas a personajes públicos de gran relevancia.
El 22 de junio del mismo año, durante la Primavera de Praga Márchenko escribe a numerosos medios (incluidos los medios pro-comunistas occidentales) anunciando que la URSS no consentirá los nuevos aires de libertad checoslovacos. Esto provoca una nueva detención, esta vez bajo el cargo de violar con su presencia en Moscú la restricción de desplazamiento interno que tenían los ciudadanos soviéticos. Es juzgado y condenado a un año en un campo de trabajo en la provincia de Perm el 21 de agosto, curiosamente el mismo día que la Unión Soviética invadía Checoslovaquia, tal y como él había predicho.
Cinco días antes de que cumpliera su condena se le acusa de difamación del sistema judicial soviético y el día antes de ser puesto en libertad se lo condena a dos años más.

### Primer exilio
Sobrevive a este nuevo encarcelamiento y es liberado en 1971, si bien debe cumplir un exilio interno. Se le permite elegir y elige Siberia, donde se reencuentra con la también disidente Larisa Bogoraz, con quien tendría una relación sentimental y más tarde un hijo llamado Pável.
Continúa su lucha política enviando cartas a Kurt Waldheim, Willy Brandt o Nikolái Podgorni entre otros. A este último, presidente del Presídium del Sóviet Supremo, le expone su intención de emigrar a los EE. UU. y su renuncia a la ciudadanía soviética. En respuesta el dirigente comunista lo insta a pedir asilo en Israel, el rechazar esta opción le vale a Márchenko un nuevo arresto y condena y provoca una nueva huelga de hambre por parte del activista.

### Segunda obra
Tras ser liberado y vuelto a exiliar en Siberia consigue publicar su segundo Samizdat (obra clandestina) Vivir como todo el mundo, donde cubre el periodo entre 1966 y 1969, desde la publicación de Mi Testimonio hasta su último juicio en castigo por el mismo. La publicación le vale un nuevo arresto, juicio y condena el 3 de septiembre de 1981 a 15 años de cárcel por propaganda anti-soviética.

### Muerte
El 4 de agosto de 1986 inicia una nueva huelga de hambre de la que finalmente acabaría falleciendo, poco antes de que el reciente gobierno de Mijaíl Gorbachov decretara una amplia amnistía. Marchenko murió después de haber sido hospitalizado el día anterior, y las autoridades hicieran todos los esfuerzos posibles para ocultar el motivo de la muerte de Marchenko.
Sus restos mortales y el certificado de defunción le fueron negados a su viuda e hijo. Siendo enterrado por las autoridades cerca de la prisión de Chístopol.

## Citas
- La única forma de luchar contra la maldad y la ilegalidad que asuelan mi país es conocer la verdad.